# 拉马河
拉马河，位于中华人民共和国辽宁省北部的一条河流，是辽河右岸支流，发源于法库县慈恩寺乡一统沟村门家沟，向东南流经汪家沟村、龙山街道任家窝堡水库、辽宁法库经济开发区西部、尚屯水库、大孤家子镇等地，过依牛堡子镇南地周家后进入铁岭县，于铁岭阿吉镇陈平堡村东南汇入辽河。河流全长59千米，流域面积786.85平方千米。拉马河地处低山丘陵区，沿岸基本为耕地，植被较少。